# Kōtarō Isaka
Kōtarō Isaka (japanisch 伊坂 幸太郎 Isaka Kōtarō, * 25. Mai 1971 in Matsudo, Chiba) ist ein japanischer Schriftsteller. Er ist einer der international erfolgreichsten japanischen Krimi-Autoren der Gegenwart.

## Leben und Wirken
Isaka wurde 1971 in Matsudo, einer Stadt nordöstlich von Tokyo, geboren. Er zog nach Sendai, um dort an der Universität Tohuku Jura zu studieren. Dort begann er erstmals, Kurzgeschichten zu schreiben. Nach seinem Abschluss arbeitete er als Systemingenieur und schrieb parallel an fiktiven Erzählungen. Da die Wohnung, die er mit seiner Frau teilte, zu klein gewesen sei, arbeitete er außerhalb seines Jobs oft auf einer Parkbank in der Nähe seines Zuhauses an seinem literarischen Werk. 2000 gewann sein erster Roman „Audubon’s Prayer“ (オーデュボンの祈り, Ōdyubon no inori) den Shincho Mystery Club Preis in der Kategorie Newcomer.
Zwei Jahre später überzeugte ihn seine Frau davon, seinen Job als Ingenieur aufzugeben und sich komplett dem Schreiben zu widmen. Von nun an arbeitete Isaka als Vollzeitautor.
2003 bescherte ihm sein Werk „Clown der Schwerkraft“ (重力ピエロ, Jūryoku piero) einen populären Erfolg in Japan, wofür er für den Naoki-Preis nominiert wurde. Seine darauffolgende Arbeit „Schließfach mit Haus- und Wildente“ (アヒルと鴨のコインロッカー, Ahiru to kamo no koin rokkā) gewann den 25. Yoshikawa Eiji-Preis für neue Schriftsteller.
2022 gelang ihm der Durchbruch im englischsprachigen Ausland durch die Verfilmung seines Romans „Maria Beetle“ (マリアビートル, Maria bītoru), der als amerikanischer Actionfilm Bullet Train mit Brad Pitt in die Kinos kam.
Für seinen 2019 erschienenen Roman „Seesaw Monster“ (シーソーモンスター, Shīsō monsutā) sicherte sich Netflix die Rechte mit Anne Hathaway und Salma Hayek als Hauptdarstellerin und Produzentin.
Isaka ist der einzige Autor, der vier Mal hintereinander für den Hon’ya Taishō-Preis nominiert wurde und ihn 2008 mit „Golden Slumber“ (ゴールデンスランバー, Gōruden suranbā, auf Englisch erschienen als Remote Control) gewann. „Golden Slumber“ gewann außerdem den 21. Yamamoto Shūgorō-Preis.
Insgesamt wurden 14 seiner 24 Romane (Stand Ende 2023) verfilmt. Isakas Romane sind in China, Korea, Thailand, Taiwan, Indonesien, Litauen, Russland, Italien, Deutschland, Frankreich, Großbritannien und den USA erschienen.

## Werke in deutscher Übersetzung
- Suzukis Rache (グラスホッパー, Gurasuhoppā, 2004), aus dem Japanischen von Sabine Mangold, Hoffmann und Campe, Hamburg 2023, ISBN 978-3-455-01586-7.
- Bullet Train (マリアビートル, Maria bītoru, 2010), aus dem Japanischen von Katja Busson, Hoffmann und Campe, Hamburg 2022, ISBN 978-3-455-01322-1.
- Die mobile Bibliothek (ブックモビール, Bukku mōbīru, 2012), aus dem Japanischen von Heike Patzschke, in: Neue Rundschau, Heft 1/2012, 123. Jahrgang, S. Fischer Verlag, Frankfurt am Main 2012, ISBN 978-3-10-809088-3.
- Der Profi (AX アックス, AX akkusu, 2017), aus dem Japanischen von Sabine Mangold,  Hoffmann und Campe, Hamburg 2024, ISBN 978-3-455-01716-8.

## Preise und Auszeichnungen (Auswahl)
- 2000: Shinchō Mystery Club Preis für „Audubon’s Prayer“[10]